# Rhimphalea lindusalis
Rhimphalea lindusalis is een vlinder uit de familie van de grasmotten (Crambidae), uit de onderfamilie van de Spilomelinae. De wetenschappelijke naam van deze soort is voor het eerst voorgesteld als Botys lindusalis door Francis Walker in een publicatie uit 1859.
De spanwijdte is ongeveer 2 centimeter.
De soort komt voor in Maleisië (Sarawak) en Australië (Queensland).